# Grammoptera
Grammoptera is een kevergeslacht uit de familie van de boktorren (Cerambycidae). De wetenschappelijke naam van het geslacht werd voor het eerst geldig gepubliceerd in 1835 door Dejean.

## Soorten
Grammoptera omvat de volgende soorten:
- Grammoptera brezinai (Holzschuh, 1998)
- Grammoptera cyanea Tamanuki, 1933
- Grammoptera debilipes (Holzschuh, 1991)
- Grammoptera elongata Pic, 1941
- Grammoptera lenis (Holzschuh, 1999)
- Grammoptera paucula (Holzschuh, 1999)
- Grammoptera querula Danilevsky, 1993
- Grammoptera abdominalis (Stephens, 1831)
- Grammoptera andrei Holzschuh, 1999
- Grammoptera angustata Pic, 1892
- Grammoptera auricollis Mulsant & Rey, 1863
- Grammoptera baudii Sama, 1985
- Grammoptera coerulea Jurecek, 1933
- Grammoptera exigua (Newman, 1841)
- Grammoptera fulgidipennis Holzschuh, 1991
- Grammoptera gracilis Brancsik, 1914
- Grammoptera grammopteroides (Pic, 1892)
- Grammoptera haematites (Newman, 1841)
- Grammoptera matsudai Hayashi, 1974
- Grammoptera merkli Frivaldszky, 1884
- Grammoptera militaris (Chevrolat, 1855)
- Grammoptera molybdica (LeConte, 1851)
- Grammoptera nanella (Wickham, 1914)
- Grammoptera rhodopus (LeConte, 1874)
- Grammoptera ruficeps (LeConte, 1862)
- Grammoptera ruficornis (Fabricius, 1781)
- Grammoptera semimetallica Pic, 1939
- Grammoptera subargentata (Kirby, 1837)
- Grammoptera ustulata (Schaller, 1783)
- Grammoptera viridipennis Pic, 1893